# Martinus Woerdeman
Martinus Willem Woerdeman (Zaandijk, 10 april 1892 – Amsterdam, 3 augustus 1990) was een medicus die academisch actief was aan de universiteiten van Amsterdam en Groningen. Hij was embryoloog, histoloog, anatoom en bewegingsfysioloog. Hij zette het embryonaal onderzoek op de kaart in Nederland.
Aan de Amsterdamse universiteit was hij rector magnificus in het jaar 1945 toen de universiteit een herstart kende na de Tweede Wereldoorlog. Hij was eveneens rector magnificus van 1956 tot 1960.

## Familie
Martinus Willem Woerdeman was het enigs kind van Martinus Woerdeman (23 april 1867 – 6 december 1957), onderwijzer, en Antje Huijsman (10 november 1868 – 22 maart 1958). Hij trouwde op 2 januari 1920 in Sloten met Geertruida Elizabeth Polderman (20 augustus 1894, Gorinchem – 7 oktober 1958). Samen hadden zij een zoon, Martinus Jozias Woerdeman (25 juni 1921, Amsterdam – 21 juli 2010, Amsterdam). De naam Jozias komt van de vader van Geertruida, Jozias Polderman. Na het overlijden van Geertruida, is hij in December 1959 in Zaandijk hertrouwd met Hanna Nijman (6 juni 1915, Amsterdam – 7 januari 2000, Baarn). Hij is begraven op de Algemene Begraafplaats Zaandijk, Doctor Jan Mulderstraat 1a te Zaandijk. Zijn ouders en twee echtgenoten zijn ook hier begraven.

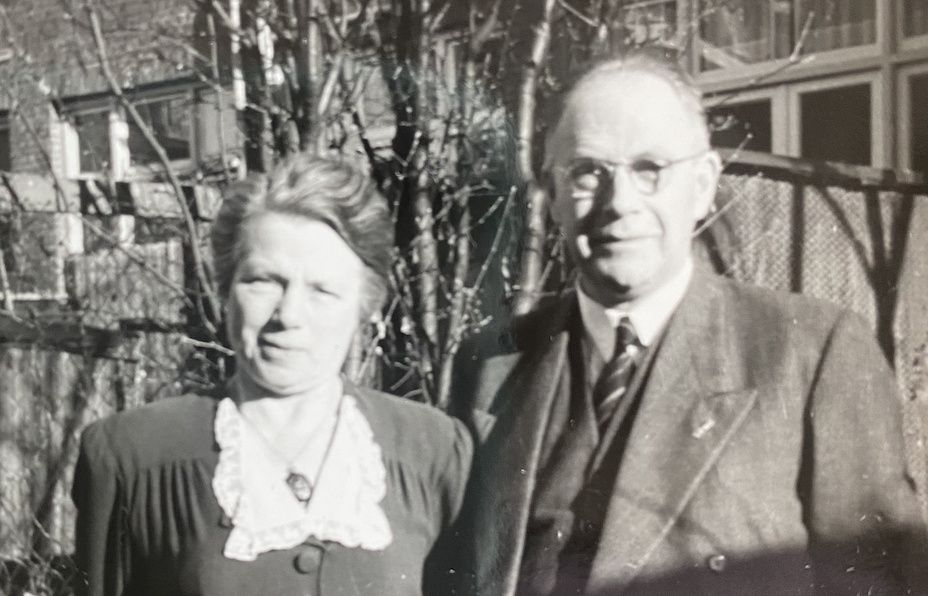
Woerdeman en zijn eerste vrouw, Geertruida Polderman, in de Botticellistraat in Amsterdam rond 1950

## Levensloop

### Jonge levensjaren
Woerdeman voltooide de hogereburgerschool in Zaandijk in 1909, waarna hij geneeskunde studeerde aan de Universiteit van Amsterdam. Reeds als student werkte hij op een onderzoekslaboratorium, namelijk deze van de histoloog Jacob van Rees en de anatoom-embryoloog Louis Bolk. Zijn eerste publicatie deed hij in 1913 met onderzoek op de hypofyse bij professor Bolk. Als kandidaat in de geneeskunde werkte Woerdeman als assistent onderwijs bij hem. In 1917 kreeg deze student een gouden bekroning van de Hollandsche Maatschappij der Wetenschappen voor zijn onderzoek over de embryonale ontwikkeling van het gebit. 

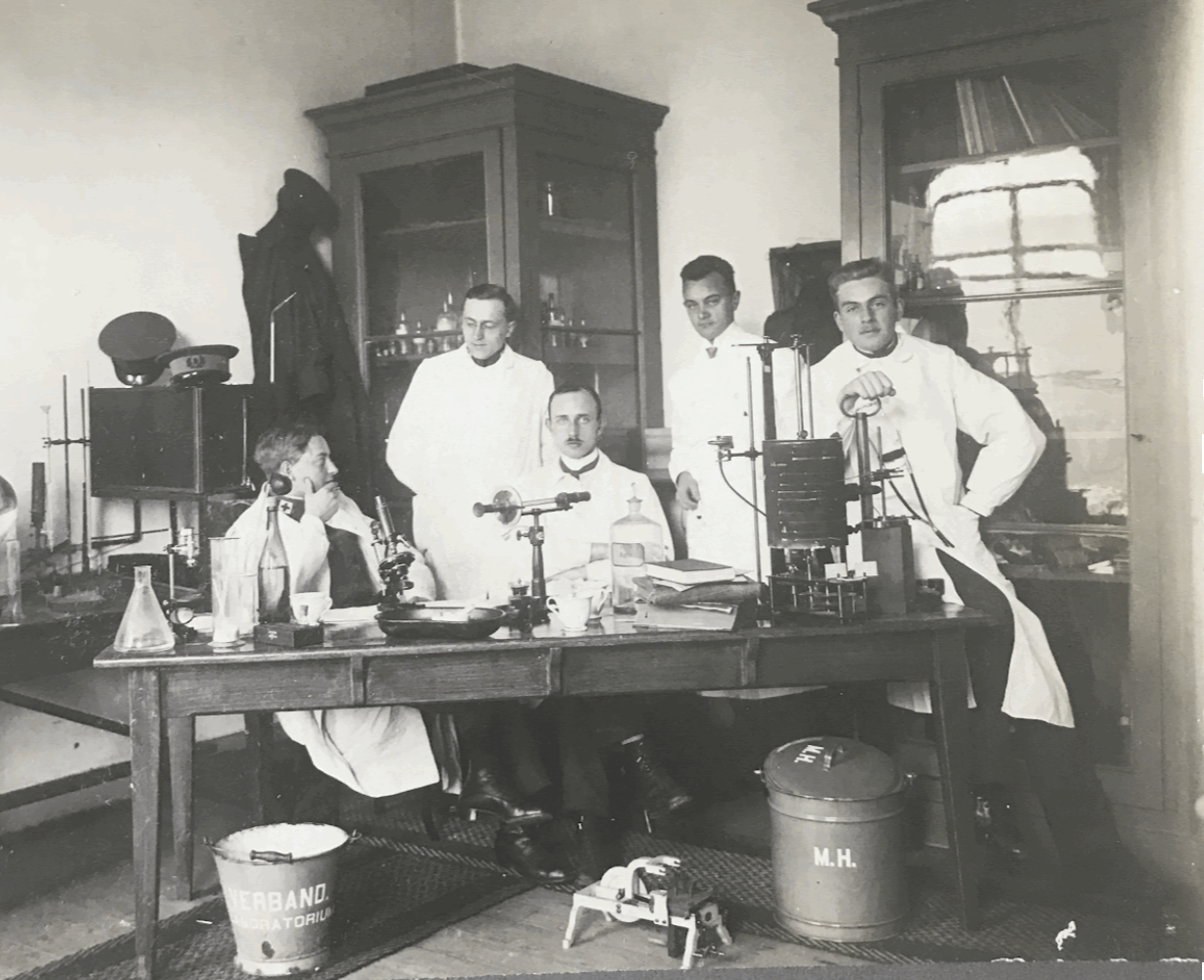
Woerdeman (de meest rechtste persoon) in het ontleedkundig laboratorium van de Universiteit van Amsterdam aan de Mauritskade

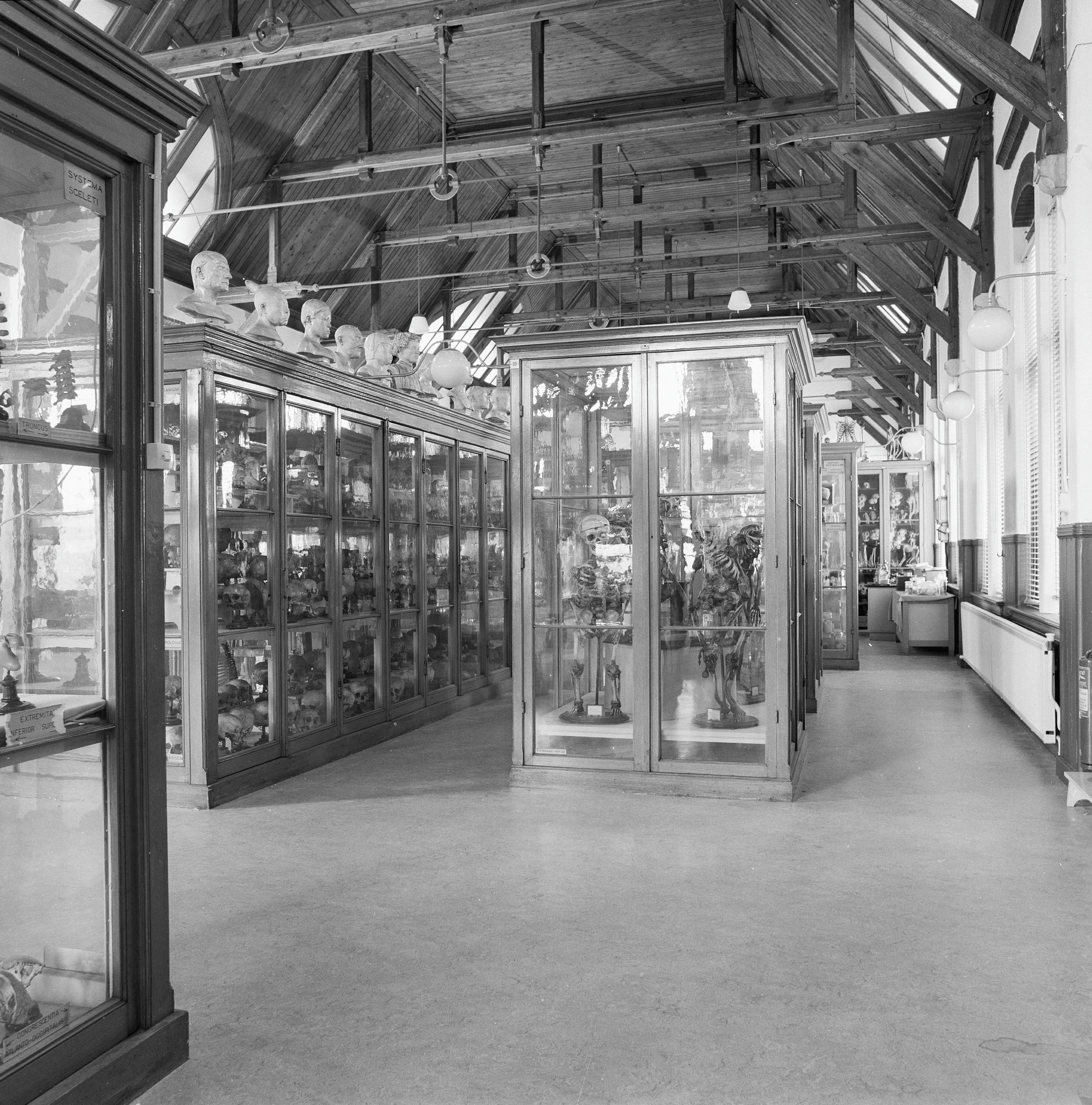
Universiteit van Amsterdam, Ontleedkundig Laboratorium in 1983

Op 24 april 1918 slaagde Woerdeman voor zijn artsexamen. Hij werd Eerste assistent op het Histologisch Laboratorium van Jacob van Rees. Er volgde een promotieschrift in 1921 getiteld ‘Histiologisch onderzoek naar den fibrillairen bouw van eenige cellen en weefsels’. In dit verband had hij korte tijd in Heidelberg gewerkt bij professor Hermann Braus (1868-1924), een anatoom zich specialiserend in de fysiologische functies van het (menselijk) lichaam. In Heidelberg startte zijn interesse in de bewegingsfysiologie. Hij studeerde hiervoor bij Hans Spemann in Breisgau, die later de Nobelprijs kreeg voor dit onderzoek.
Woerdeman werd in 1922 aangesteld als privaatdocent in de histologie aan de Amsterdamse universiteit en in 1925 werd hij buitengewoon hoogleraar in opvolging van Jacob van Rees. Het was de start van zijn navorsing in histochemie en cytochemie. Hij wierf in zijn laboratorium voor histologie zowel medici als biologen aan. 
Van 1926 tot 1930 was Woerdeman hoogleraar in de anatomie en embryologie aan de Rijksuniversiteit van Groningen. Ook hier startte hij met experimenteel onderzoek in de embryologie. In 1929 werkte Woerdeman in het Zoölogisch Station in Napels, waar hij kweekmethodes voor amfibieën leerde. Tevens had hij contact met buitenlandse onderzoekers.

### Hoogleraar in Amsterdam
In 1930 overleed professor Bolk in Amsterdam. Woerdeman volgde hem op in de leerstoel anatomie en embryologie, waar hij bleef tot zijn emeritaat in 1962. Zijn inaugurale rede was getiteld ‘In de werkplaats van een hedendaagsche anatoom’. Zijn onderzoeksteam besteedde aanvankelijk aandacht aan de microscopische beschrijvingen van het embryo; progressie verlegde de aandacht zich naar fysiologische en biochemische prikkels in de embryogenese. Het embryo van de amfibie was hierin het onderzoeksvoorwerp; in latere jaren was dit het embryo van vogels.
In parallel hiermee bleef hij actief als inspanningsfysioloog. Zo was hij docent bewegingsanatomie aan de Academie voor Lichamelijke Opvoeding in Amsterdam (1925-1930)), in 1934 werd hij voorzitter van de examencommissie MO Lichamelijke Opvoeding, en nadien docent antropometrie (1935-1947). Vanaf de jaren 1930 introduceerde Woerdeman het gebruik van het röntgentoestel zowel in zijn onderzoek als in de lessen Lichamelijke Opvoeding. 
Woerdeman was sinds 1930 actief in de Koninklijke Nederlandsche Akademie van Wetenschappen.
Tijdens de Tweede Wereldoorlog verflauwde het wetenschappelijk onderzoek door een gebrek aan chemicaliën, glaswerk en meettoestellen. In 1942 was hij korte tijd opgesloten in het Kamp Haaren. Hoofd Inspecteur-Adviseur R. Yzer van de Rijksinspectie voor de Lichamelijke Opvoeding aan de Joh. Vermeerstraat 3 in Heemstede heeft geholpen hem vrij te krijgen vanwege zijn examen verplichtingen aan de Academie voor de Lichamelijke Opvoeding te Amsterdam. De universiteit werd grotendeels gesloten door de Duitsers. Vanaf september 1944 vielen stroom en gas uit, zodat het universitair gebouw onbruikbaar was. 
Op verschillende manieren uitte Woerdeman zijn verzet tegen de onderdrukkers;
- Toen een van zijn studenten, de 20-jarige Abraham André Duitscher, was opgepakt tijdens de razzia van Amsterdam in februari 1941, stelde Woerdeman alles in het werk om hem vrij te krijgen. Helaas waren zijn pogingen vergeefs, en Duitscher werd gedeporteerd naar Buchenwald en vervolgens naar Mathausen waar hij op 24 mei 1941 overleed.[4]
- Bij het Anatomisch Instituut van de Universiteit van Amsterdam werd verzet gepleegd door de huisarts en fysisch antropoloog Arie de Froe. Met medeweten van Woerdeman, zijn directeur, en op aanraden van de directeur van het nabij gelegen Herseninstituut Hans Ariëns Kappers, stelde hij bij Joodse medeburgers op grond van uitgebreide antropometrie zogenaamde ‘niet-Joods’ attesten op. Op die manier wist hij Joden voor deportatie te behoeden.[5]
- In maart 1942 werden 8 hoogleraren en een privaat docent aan de UvA om politieke redenen ontslagen. In reactie hierop werd er overlegd wat te doen. Woerdeman en mevr. Professor Derkje Hazewinkel-Suringa stelde voor om te eisen dat de ontslagen ongedaan moeten worden, en zo niet dat de hoogleraren de leeropdrachten neer zouden leggen. Dit voorstel werd verworpen. Kort daarna werd Hazewinkel-Suringa ontslagen.[6] Na de oorlog werd ze in ere hersteld in haar functie als hoogleraar strafrecht en strafprocesrecht.
- Woerdeman gaf clandestien les thuis, deed anatomische demonstraties in zijn kelder en nam in het geniep examens af bij studenten. Het Amsterdams verzet was op de hoogte van deze activiteiten.[7]
- Woerdeman was ook, voor de oorlog begon, lid van het Comité van Waakzaamheid.[8]

In 1945 heropende de universiteit. Dit verliep moeizaam. Voor een jaar was Woerdeman rector magnificus (1945-1946). Het was een jaar dat hij uitsluitend wijdde aan de herstart van de universitaire activiteiten. Van 1956 tot 1960 was hij voor een tweede maal rector magnificus.
Met collega’s richtte Woerdeman Excerpta Medica op; dit was een referentiesysteem van wetenschappelijke publicaties. Onder anatomen richtte hij mede het tijdschrift Acta Neerlandica Morphologiae Normalis et Pathologicae op, wat later de naam kreeg Acta Anatomica Scandinavica. Onder histologen richtte hij mede het tijdschrift Acta Morphologica Neerlandoscandinavica op, wat later de naam kreeg European Journal of Morphology. Van 1948 tot 1957 was Woerdeman de eerste voorzitter van het pas opgerichte Institut International d’Embryologie, dat later de naam kreeg International Society of Developmental Biology. Hij zetelde nog in andere wetenschappelijke commissies.
In 1962 ging professor Woerdeman met emeritaat. Hij bleef actief in de Koninklijke Nederlandse Akademie voor Wetenschappen. Woerdeman is in hoge ouderdom overleden op 3 Augustus 1990.

## Eerbewijzen
- Van het koninkrijk Joegoslavië ontving hij het ereteken van ridder in de Orde van Sint-Sava.[9]
- Hij werd in 1948 vereerd met het ereteken van ridder in de Orde van de Nederlandse Leeuw.
- Een doctoraat honoris causa ontving hij van de universiteit van Oxford en van UNISA (Zuid-Afrika).[10]

## Onderzoekspublicaties
De publicaties van zijn wetenschappelijk onderzoek behelsden onder meer de volgende onderwerpen: embryonale ontwikkeling van de ooglens; ectoderm bij amfibieënembryo’s; histopathologie van epitheel bekleed met trilhaar; glycogeenstofwisseling; cytochemische kleuringen.

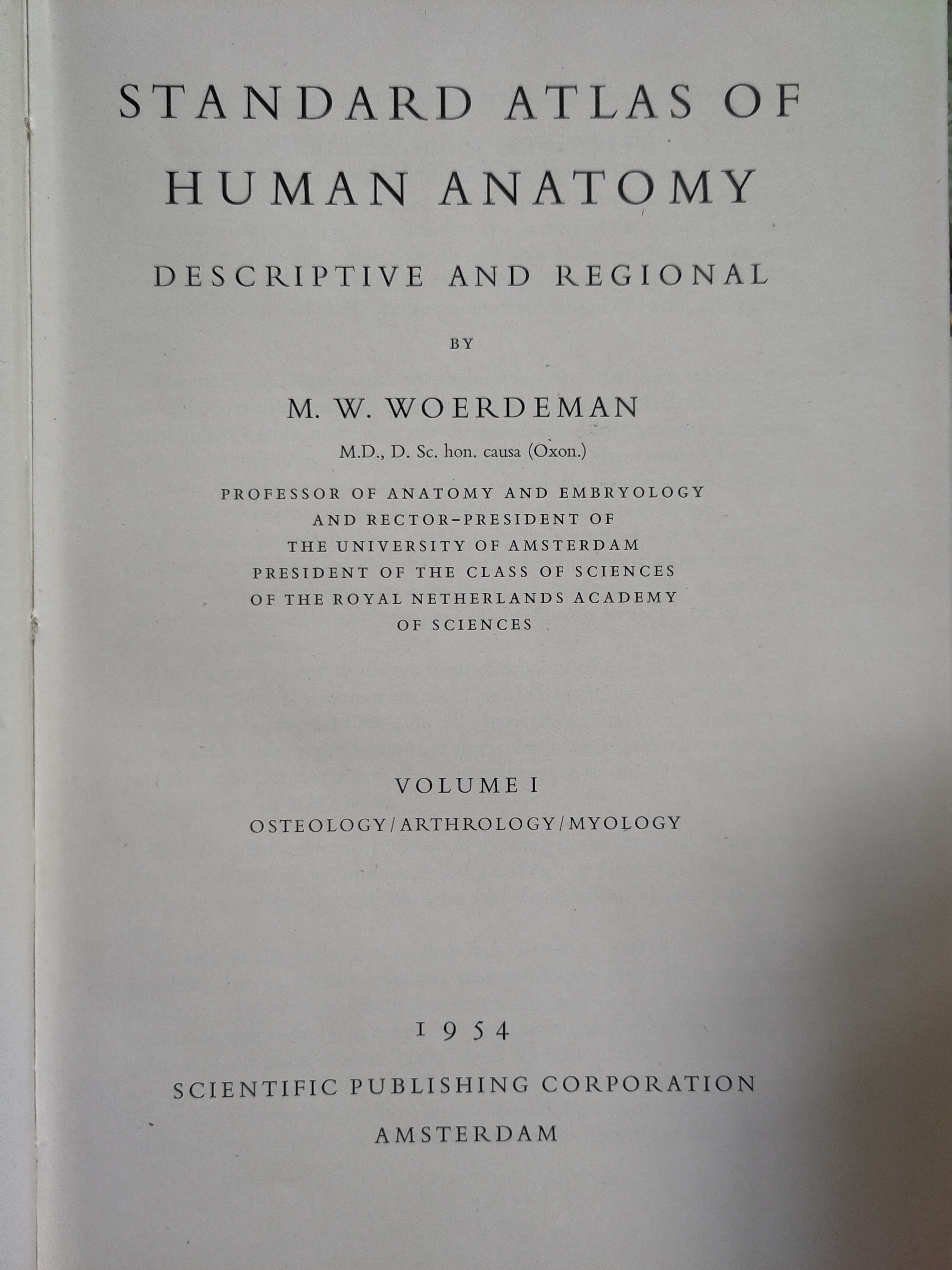
Standard Atlas of Human Anatomy by M. W. Woerdeman

Belangrijke wetenschappelijke prestaties waren onder andere de volgende: 
- Standard atlas of human anatomy. Descriptive and Regional. By M. W. Woerdeman, M.D., D.Sc.. Vol. I, Osteology, Arthrology, Myology. Volume II: Splanchnology, Angeiology, Nervous System, Organs of sense. 1954/1955. Amsterdam: Scientific Publishing Co. (London: Butterworth & Co. Ltd.). Dit werk was in velen talen vertaal, onder andere in het Japans, Duits, Frans en Italiaans.[12]

- Jan Langman and M. W. Woerdeman,‘Atlas of Medical Anatomy’, W. B. Saunders Company, Philadelphia, PA, 1978.[13]

- Woerdeman heeft drie voordrachten gehouden in de Maatschappij Diligentia te 's-Gravenhage:[14](1)	Over eenige methodes en resultaten der proefondervindelijke embryologie (1930-1931). (2) Nieuwe onderzoekingen over de factoren, welke een rol spelen bij de embryonale ontwikkeling (1938-1939). (3) Samenwerking van spieren bij gewilde bewegingen (1940-1941).
- Woerdeman was een van acht leden van de International Anatomical Nomenclature Committee (IANC), gesteund door UNESCO en het Council for the Coordination of International Congresses of Medical Sciences (CCICMS), om een aanvaardbare internationale anatomie nomenclatuur op te stellen.[15] Dit heeft geleid tot de Nomina Anatomica   (NA) die in 1955 de Basle Nomina Anatomica (BNA) veplaatst heeft.[16]